# Яблоко Луны
«Яблоко Луны» (рабочее название — «Райские яблоки») — художественный фильм (мелодрама).

## Сюжет
Герои фильма с разными характерами и судьбами стремятся найти своё место в жизни. Их опора — в добре и справедливости, в любви к ближнему.
Сельская учительница переживает, что школу собираются закрывать.
Молоденькая Катя хочет уехать из деревни, но знает, что мать нуждается в её помощи.
Федя мечтает стать знаменитым футболистом и тренируется, играя за местную команду.
Сельский предприниматель Степан приватизировал местное озеро и занимается продажей рыбы.
События происходят во время предвыборной кампании.

## Актёры
- Александр Тиханович
- актёры Национального академического драматического театра им. Якуба Коласа (Витебск):
  - Фёдор Шмаков
  - Виталий Барковский
  - Геннадий Гарбук
  - Валентин Соловьёв
  - Юрий Цвирка
  - Валентин Цветков
  - Максим Каржицкий
  - Александр Базук
  - Виктор Дашкевич
  - Вадим Асветинский
  - Егор Деюн
  - Галина Букатина
  - Ольга Кулешова
  - Анжелика Барковская
  - другие
- учащиеся витебской гимназии № 3:
  - Юлия Чулина
  - Арсений Гаврилов
- актёры массовых сцен:
  - жители деревни Островно
  - десантники 103-й отдельной мобильной бригады

## Съёмки
Съёмки проходили в октябре 2008 года в течение двух недель в деревне Островно, что в 24 километрах от Витебска.

## Премьера
Премьера состоялась 30 марта 2009 года (Беларусь).